# Елизабет фон Хоенлое-Шпекфелд
Елизабет фон Хоенлое-Шпекфелд (на немски: Elisabeth von Hohenlohe-Speckfeld; Elisabeth von Hohenlohe-Uffenheim-Entsee; † 1445, погребана в Комбург) е благородничка от Хоенлое-Шпекфелд-Уфенхайм-Ентзе и чрез женитба шенка на Лимпург.

## Произход
Тя е дъщеря на Готфрид III фон Хоенлое-Уфенхайм-Ентзе († пр. 1392) и съпругата му графиня Анна фон Хенеберг-Шлойзинген († сл. 1388), дъщеря на граф Йохан I фон Хенеберг-Шлойзинген († 1359) и ландграфиня Елизабет фон Лойхтенберг († 1361). Сестра е на Анна († 1392), омъжена пр. 8 август 1392 г. за граф Леонхард фон Кастел († 1426), и на Йохан фон Хоенлое-Шпекфелд († 24 октомври 1412), господар ма Шпекфелд, рицар, убит в битката на Кремер Дам, който е наследен от съпрузите на сестрите му.

## Фамилия
Елизабет фон Хоенлое-Шпекфелд се омъжва 1394 г. за шенк Фридрих III Шенк фон Лимпург († 8 ноември 1414), син на Конрад II Шенк фон Лимпург († 1376) и съпругата му Ида/Ита фон Вайнсберг († сл. 1398). Tе имат 11 деца:
- Ита фон Лимпург (* ок. 1395? – ?)
- Конрад IV Шенк фон Лимпург (* 1396; † 2 юни 1482), женен на 20 септември 1439 г. в Ипхофен за графиня Клара фон Монфорт-Тетнанг († 1440)
- Фридрих (IV) фон Лимпург (* 15 май 1397; † 14 февруари 1416, Вюрцбург)
- Йохан фон Лимпург (* 21 септември 1398; † пр. 1431)
- Албрехт II фон Лимпург (* 26 януари 1400?; † 10 май 1449, Майнц)
- Фридрих IV фон Лимпург (* 20 март 1401; † 23 март 1460/24 май 1474), господар на Шпекфелд-Оберзонтхайм, женен на 29 януари 1437 г. за Сузана фон Тирщайн († 24 май 1474), II. (1460) за Катарина фон Вертхайм
- Конрад VI фон Лимпург (* 18 октомври 1402; † 1435)
- Готфрид IV Шенк фон Лимпург (* 11 февруари 1403; † 1 април 1455, Вюрцбург), епископ на Вюрцбург (1443 – 1455)
- Георг фон Лимпург (* 1405?; † 15 август 1441)
- Елизабет фон Лимпург (* 1408 – ?), омъжена за граф Рудолф фон Монфорт
- Вилхелм фон Лимпург (* 23 май 1410; † 1 януари 1475)